# لويس بيرنجوير
لويس بيرنجوير (بالإسبانية: Luis Berenguer)‏ هو مهندس بحري ‏ وكاتب إسباني، ولد في 11 ديسمبر 1923 في فيرول في إسبانيا، وتوفي في 14 سبتمبر 1979 في سان فرناندو في إسبانيا.